# Soy (álbum de Julio Iglesias)
Soy es el cuarto álbum de estudio de Julio Iglesias, lanzado en 1973 bajo el sello Alhambra, una versión americana se lanzó en 1980 como 
Así Nacemos. 

## Lista de Canciones
| N.º | Título                        | Escritor(es)                           | Duración |  |
| 1.  | «Vivencias»                   | Julio Iglesias - J.L Navarro - C.Prida | 3:25     |  |
| 2.  | «En una ciudad cualquiera»    | Julio Iglesias                         | 3:55     |  |
| 3.  | «Soy»                         | Julio Iglesias                         | 3:40     |  |
| 4.  | «Minueto»                     | Julio Iglesias                         | 3:45     |  |
| 5.  | «Mi amor es más joven que yo» | Julio Iglesias - Claudi Fontana        | 2:35     |  |
| 6.  | «Dieciséis años»              | Danny Daniel                           | 3:25     |  |
| 7.  | «Niña»                        | Manuel Alejandro                       | 3:35     |  |
| 8.  | «Una Leyenda»                 | Julio Iglesias                         | 3:55     |  |
| 9.  | «Así Nacemos»                 | Manuel Alejandro                       | 3:27     |  |
| 10. | «Vete ya»                     | Julio Iglesias                         | 4:30     |  |